# Politechnika Częstochowska
Politechnika Częstochowska – publiczna uczelnia o profilu technicznym w Częstochowie, utworzona w 1949 roku. Prowadzi działalność naukową i badawczą i dydaktyczną na 7 wydziałach, na 36 kierunkach.
Według webometrycznego rankingu uniwersytetów świata z lipca 2022, pokazującego zaangażowanie instytucji akademickich w Internecie, uczelnia zajmuje 9. miejsce w Polsce wśród uczelni technicznych, a na świecie 1288. pośród wszystkich typów uczelni.
Jest to największa uczelnia w regionie Częstochowy. Zatrudnia 1 266 pracowników, w tym 714 nauczycieli akademickich – 202 z nich to samodzielni pracownicy naukowi. Wszystkie wydziały Politechniki Częstochowskiej mają uprawnienia do nadawania stopnia doktora, a trzy z nich także prawo do nadawania stopnia doktora habilitowanego.
Według danych GUS w 2017 na studiach stacjonarnych i niestacjonarnych studiowało 6 693 studentów. Uczelnia prowadzi też na 5 wydziałach studia doktoranckie, na których w 2018 kształciła 321 doktorantów.
Od 1987 przy politechnice działa Chór Akademicki Collegium Cantorum, natomiast od 1974 Akademicki Związek Sportowy. Studenci mogą rozwijać swoje zainteresowania pozanaukowe w działających tu 14 sekcjach sportowych.

## Historia
Powstała w 1949 jako Szkoła Inżynierska, a na jej siedzibę przeznaczono budynki mieszczące się obecnie przy ul. Dąbrowskiego, w których funkcjonowały wcześniej koszary 27 Pułku Piechoty.
Lata 1950–1955 to pierwszy okres budowy obiektów uczelni. W tym czasie powstały pomieszczenia Wydziału Budowy Maszyn, kotłownia i cztery akademiki. Przeprowadzono również generalny remont części budynku głównego Szkoły przy ul. Dąbrowskiego.
W 1955 przekształcona została w Politechnikę Częstochowską.
Od początku lat 60. uczelnia jest szkołą wyższą o zasięgu ogólnokrajowym, posiadającą prawo do nadawania tytułu magistra inżyniera na trzech istniejących wydziałach, kilku kierunkach i w kilkunastu specjalnościach.
Lata 70. oraz 80. są latami dalszej rozbudowy uczelni. Powstają nowe pawilony Wydziału Elektrycznego, dwa duże i nowoczesne akademiki ze stołówką, rozbudowuje się Wydział Metalurgiczny. Powstaje również kompleks budynków Klubu „Politechnik” wraz z dużą salą widowiskowo-kinową, z pełnowymiarową salą sportową oraz otwartymi kortami tenisowymi.
W 2005 powstało Centrum Współpracy Międzynarodowej, w ramach którego działa Ośrodek Kształcenia Międzynarodowego (European Faculty of Engineering). EFE jest jednostką umożliwiającą kształcenie studentów w języku angielskim na kierunkach studiów prowadzonych przez Wydział Inżynierii i Ochrony Środowiska, Wydział Inżynierii Mechanicznej i Informatyki oraz Wydział Zarządzania.
W 2008 oddano do użytku całkowicie zmodernizowaną Bibliotekę Główną z 54 stanowiskami multimedialnymi.
W 2018 łazik marsjański Modernity II stworzony przez koło studentów PCz Rover, zajął pierwsze miejsce spośród 35 drużyn w międzynarodowych zawodach łazików URC 2018 (University Rover Challenge) odbywających się w Stanach Zjednoczonych. Politechnika Częstochowska została także uhonorowana przez Regionalną Izbę Gospodarczą w Katowicach tytułem „Scentia est developing”.
W 2019 uczelnia obchodziła jubileusz 70-lecia. W tym samym roku Regionalna Izba Gospodarcza w Katowicach przyznała Politechnice Częstochowskiej Laur Umiejętności i Kompetencji w kategorii „Nauka i innowacyjność”.
W 2021 Politechnika Częstochowska zmieniła identyfikację wizualną uczelni oraz sformułowała dewizę instytucji „kierunek na przyszłość”.

## Wydziały Politechniki

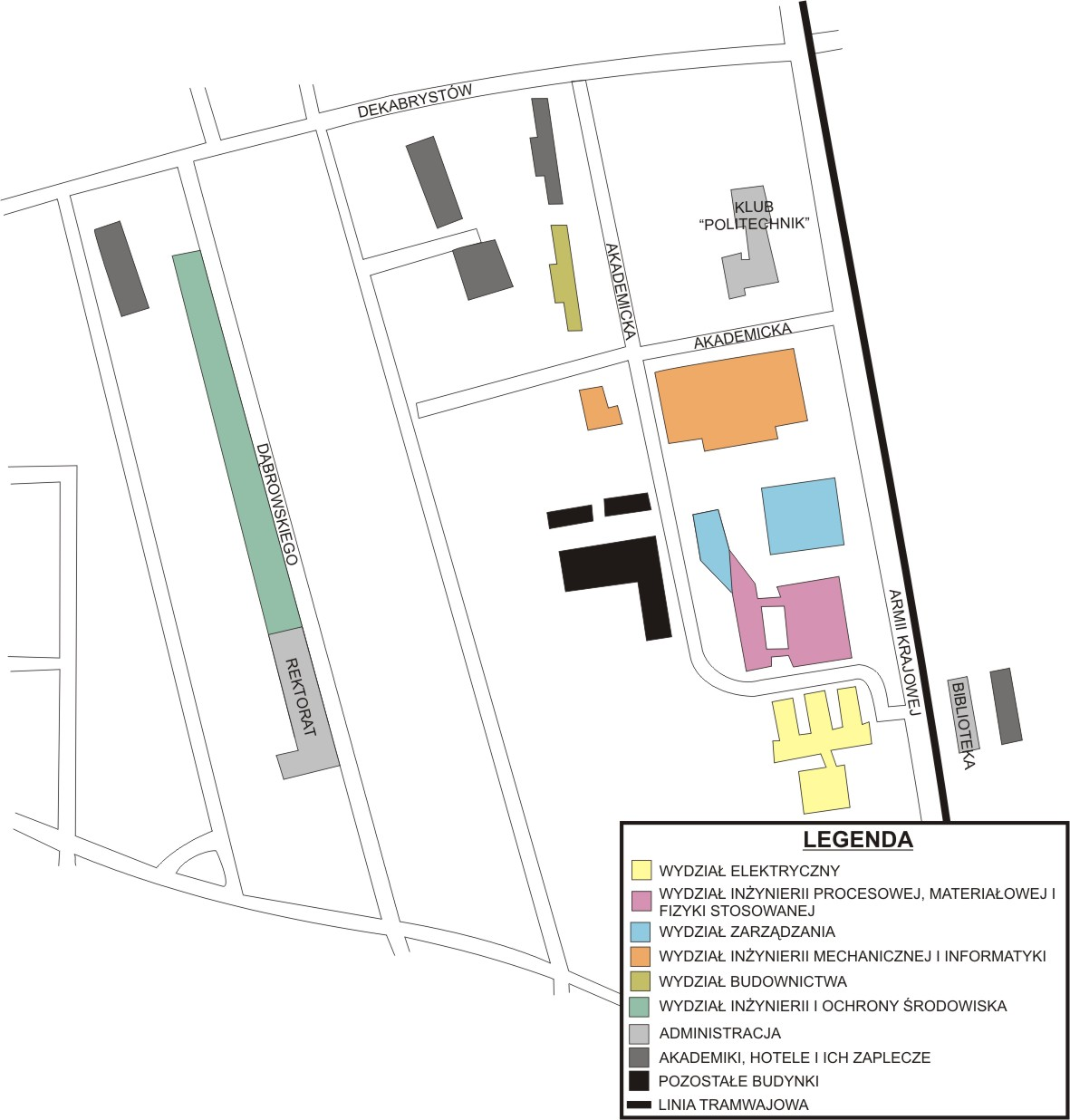
Plan położenia budynków Politechniki Częstochowskiej i odpowiadające im jednostki administracyjne; mniejsze ulice i nazwy większości ulic pominięto

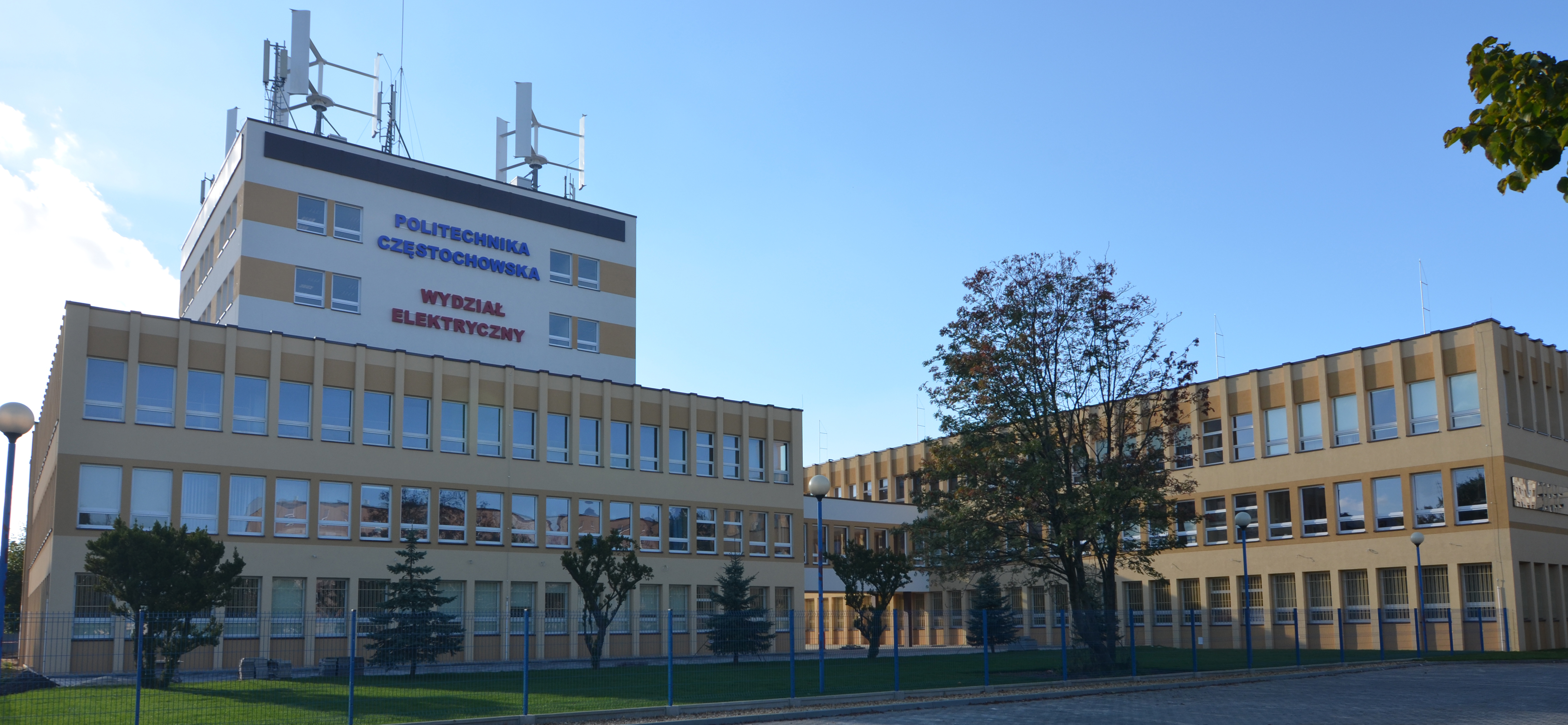
Wydział Elektryczny

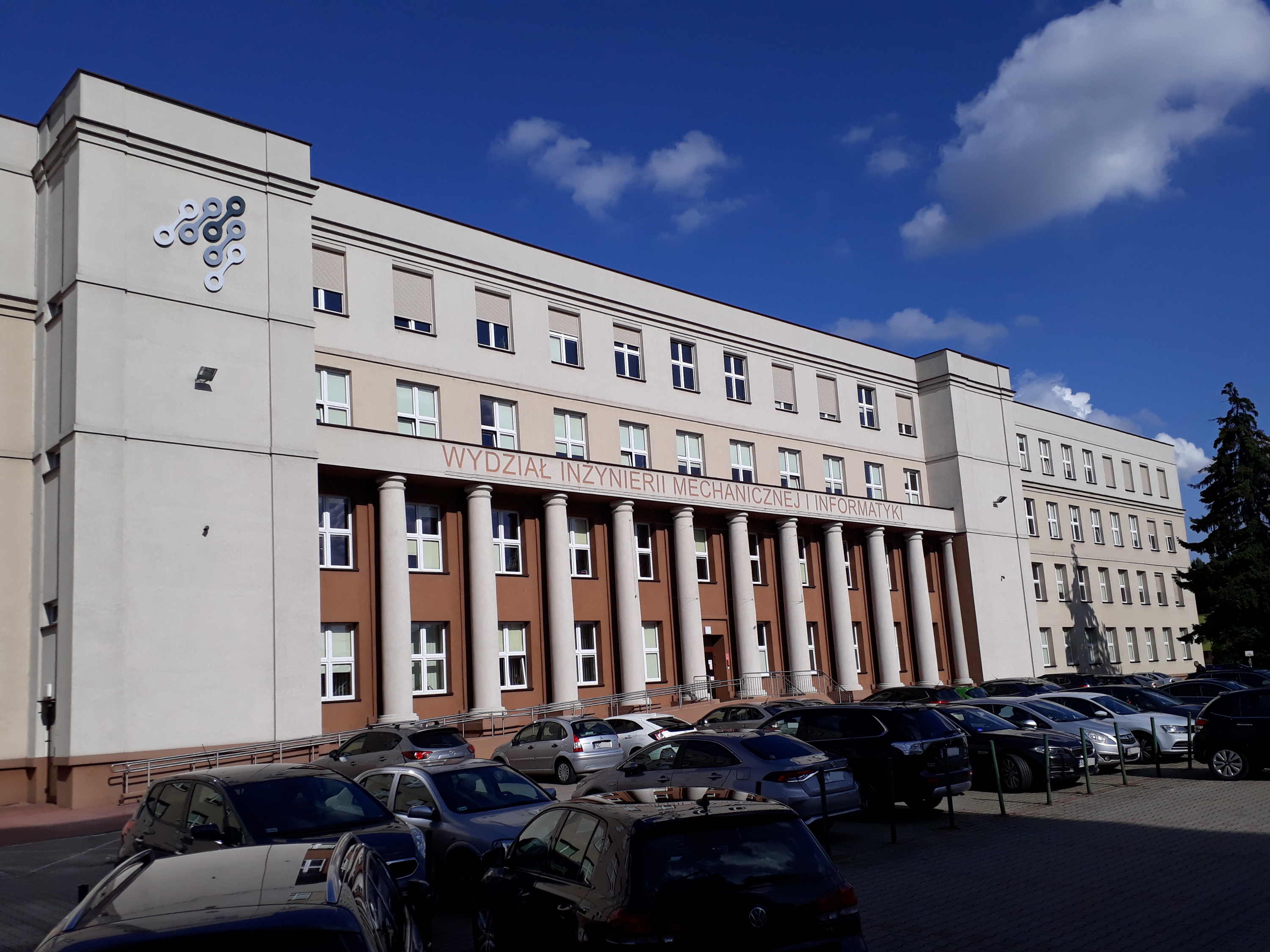
Wydział Inżynierii Mechanicznej i Informatyki

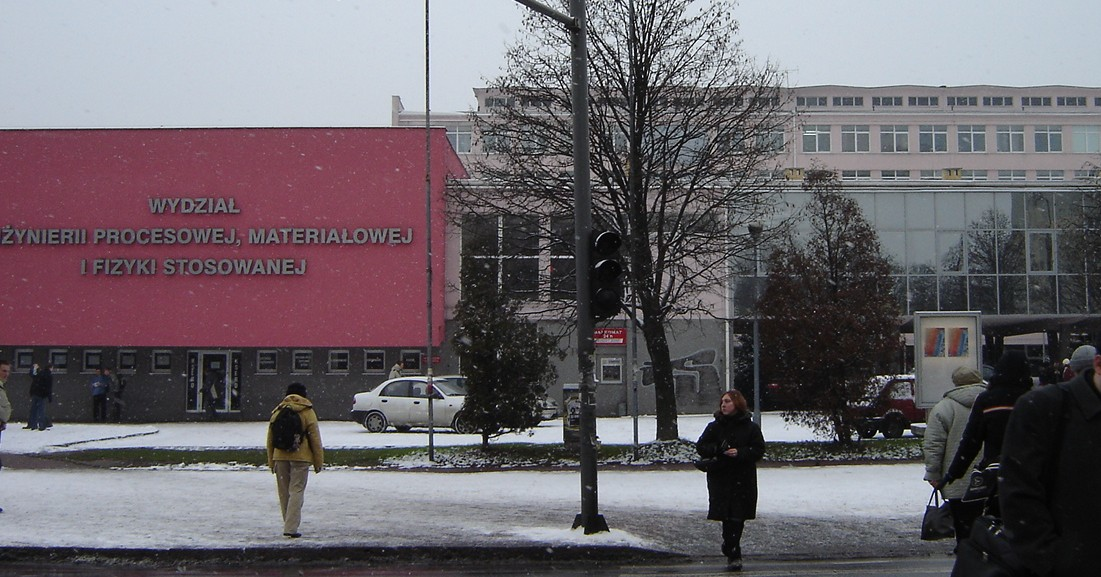
Wydział Inżynierii Produkcji i Technologii Materiałów

Obecnie w skład uczelni wchodzi siedem wydziałów:
- Wydział Budownictwa
- Wydział Elektryczny
- Wydział Informatyki i Sztucznej Inteligencji
- Wydział Infrastruktury i Środowiska
- Wydział Inżynierii Mechanicznej
- Wydział Inżynierii Produkcji i Technologii Materiałów
- Wydział Zarządzania

## Władze uczelni
W kadencji 2024–2028:

### Władze rektorskie
| Stanowisko              | Imię i nazwisko                         |
| ----------------------- | --------------------------------------- |
| Rektor                  | dr hab. inż. Marek Warzecha, prof. PCz  |
| Prorektor ds. nauki     | prof. dr hab. inż. Witold Elsner        |
| Prorektor ds. nauczania | dr hab. inż. Izabela Major, prof. PCz   |
| Prorektor ds. rozwoju   | dr hab. inż. Rafał Kobyłecki, prof. PCz |

### Władze administracyjne
| Stanowisko | Imię i nazwisko               |
| ---------- | ----------------------------- |
| Kanclerz   | dr inż. Arkadiusz Kociszewski |
| Kwestor    | mgr inż. Magdalena Krauze     |

### Dziekani wydziałów
| Wydział                                               | Dziekan                                 |
| ----------------------------------------------------- | --------------------------------------- |
| Wydział Budownictwa                                   | dr hab. inż. Maciej Major, prof. PCz    |
| Wydział Elektryczny                                   | dr hab. inż. Marek Lis, prof. PCz       |
| Wydział Informatyki i Sztucznej Inteligencji          | dr hab. inż. Mariusz Kubanek, prof. PCz |
| Wydział Infrastruktury i Środowiska                   | dr hab. inż. Jurand Bień, prof. PCz     |
| Wydział Inżynierii Mechanicznej                       | dr hab. inż. Dawid Cekus, prof. PCz     |
| Wydział Inżynierii Produkcji i Technologii Materiałów | prof. dr hab. inż. Sebastian Mróz       |
| Wydział Zarządzania                                   | dr hab. inż. Robert Ulewicz, prof. PCz  |

## Poczet rektorów
1. prof. dr inż. Jerzy Kołakowski (1949–1959)
2. prof. dr inż. Wacław Sakwa (1959–1965)
3. doc. dr inż. Jan Grajcar (1965–1970)
4. prof. dr hab. inż. Kazimierz Moszoro (1970–1974)
5. prof. dr inż. Józef Ledwoń (1974–1981)
6. prof. dr hab. inż. Janusz Braszczyński (1981–1982)
7. prof. dr inż. Józef Ledwoń (1982–1984)
8. prof. dr hab. inż. Janusz Elsner (1984–1990)
9. prof. dr hab. inż. Janusz Braszczyński (1990–1996)
10. dr hab. Janusz Szopa, prof. PCz (1996–2002)
11. prof. dr hab. inż. Henryk Dyja (2002–2005)
12. prof. dr hab. inż. January Bień (2005–2008)
13. prof. dr hab. Maria Nowicka-Skowron (2008–2016)
14. prof. dr hab. inż. Norbert Sczygiol (2016–2024)
15. dr hab. inż. Marek Warzecha, prof. PCz (od 2024)[14]

## Doktorzy honoris causa
- Wacław Sakwa
- Bohdan Ciszewski
- Jan Szargut
- Ewgenij Pawlowicz Dyban
- Janusz Elsner
- Henryk Szymczak
- Bogdan Skalmierski
- Janusz Braszczyński
- Etienne Aernoudt
- Ryszard Tadeusiewicz
- Stanisław Kocańda
- Włodzimierz Prosnak
- Leopold Jeziorski
- Edward Kempa
- Jan Węglarz
- Walentin Nikołajewicz Danczenko
- Olgierd Zienkiewicz
- Czesław Woźniak
- Tomasz Winnicki
- Aleksander Wasiliewicz Zinowjew
- Tadeusz Chmielniak
- Marcel Fredericks
- Andriej Iwanowicz Rudskoj
- Michał Kolcun
- Jurij Sergiejewicz Projdak
- Ryszard Borowiecki
- Andrzej Tylikowski
- Janusz Kacprzyk
- Jacek Żurada

## CzestMAN
W 1994 na mocy porozumienia rektorów czterech uczelni w Częstochowie, w tym Politechniki Częstochowskiej, utworzona została miejska sieć komputerowa CzestMAN. Głównym celem działalności MSK CzestMAN jest zaspokajanie potrzeb środowiska naukowo-edukacyjnego Częstochowy w zakresie dostępu do nowoczesnych usług informacyjnych, obliczeniowych, Internetu oraz uczestnictwa w pracach naukowych i badawczych wykonywanych wspólnie z ośrodkami krajowymi i zagranicznymi. Użytkownikami MSK CzestMAN są także instytucje spoza sfery nauki i edukacji.
Politechnika uczestniczy w budowie ogólnopolskiej światłowodowej sieci szkieletowej PIONIER, a także w bezpośrednio powiązanych z nią projektach budowy Krajowego Klastra Linuksowego oraz Platformy Obsługi Nauki PLATON.